# Helga Czeike
Helga Czeike (* 28. April 1928 in Wien; † 9. Oktober 2014 in Hall) war eine österreichische Historikerin.

## Leben
Helga Czeike studierte Germanistik, Geschichte, Theaterwissenschaft und Musik in Wien und promovierte 1950 an der Universität Wien zum Schweizer Schriftsteller Albert Steffen. Von 1958 bis 1962 war sie als Presseleiterin beim Verein für Konsumenteninformation tätig und von 1962 bis 1976 Leiterin der Frauen- und Konsumentensendungen beim ORF.
Für die Präsentation internationaler und österreichischer Modeschauen erhielt sie die „Goldene Ehrennadel der Wiener Damenmodewoche“. Darüber hinaus war sie Autorin von über 300 Drehbüchern. Ihre Arbeit wurde neben anderen Ehrungen mit dem Goldenen Verdienstkreuz der Gemeinde Wien ausgezeichnet. Des Weiteren erhielt sie den Arbeiterkammerpreis, den Theodor-Körner-Preis und die Nominierung als österreichische Delegierte des ORF für die „Association of women in radio and television“ (BBC).
Neben ihren eigenen Veröffentlichungen unterstützte sie ihren Mann Felix Czeike bei verschiedenen Publikationen (Wienlexikon, Bezirkskulturführer, Dumont Kunst- und Reiseführer Wien und Burgenland, Sieben Jahrhunderte Wiener Geschichte, Wiener Apothekengeschichte) und war auch an seinem Hauptwerk, dem Historischen Lexikon Wien, beteiligt.
Sie starb 2014 im Alter von 86 Jahren und wurde auf dem Wiener Friedhof Hernals beigesetzt.